# Dischidia cominsii
Dischidia cominsii är en oleanderväxtart som beskrevs av William Botting Hemsley. Dischidia cominsii ingår i släktet Dischidia och familjen oleanderväxter. Inga underarter finns listade i Catalogue of Life.